# Thần kinh bì cánh tay trên ngoài
Thần kinh bì cánh tay trên ngoài (tiếng Anh: superior lateral cutaneous nerve of arm, superior lateral brachial cutaneous nerve) là sự tiếp nối của bó sau thần kinh náchsau khi thần kinh xuyên qua mạc sâu.

## Cấu trúc
Thần kinh đi ở bờ sau cơ delta và chi phối bì cho da phủ hai phần ba dưới-sau của cơ này, da bao phủ đầu dài cơ tam đầu cánh tay.

## Hình ảnh bổ sung

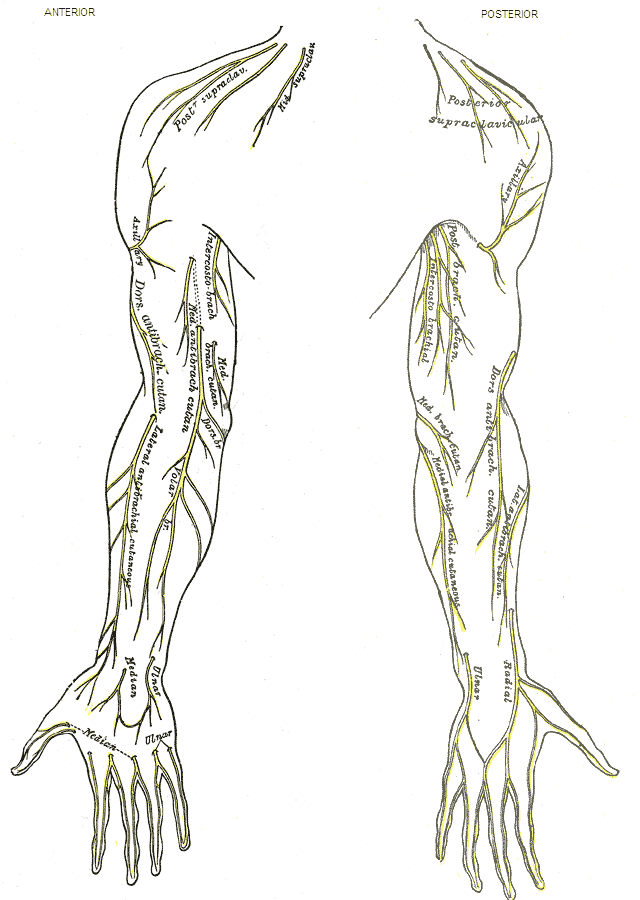
Thần kinh bì của chi trên phải.